# Funnies on Parade
Funnies on Parade é um publicação norte-americana de 1933, foi uma precursora das revistas em quadrinhos.
A criação das revistas em quadrinhos modernas veio em etapas. A Dell Publishing, em 1929, publicou um periódico de 16 páginas em papel-jornal com material inédito, bem ao estilo das tiras de quadrinhos intitulada The Funnies e descrita pela Biblioteca do Congresso [americano] como "pequeno suplemento de jornal no formato tabloide". (Não confundir com a revista em quadrinhos de mesmo nome da Dell, que começou a ser publicada em 1936.) O historiador de quadrinhos, Ron Goulart, descreve o periódico de quatro cores em papel jornal, como "mais uma secção de quadrinhos dominical sem o resto o jornal do que mesmo um revista em quadrinhos verdadeira".
Em 1933, o vendedor Maxwell Gaines, o gerente de vendas Harry I. Wildenberg, e o proprietário George Janosik da empresa Eastern Color Printing de Waterbury, Connecticut — que dentre outras coisas haviam publicado secções de tiras em quadrinhos dominicais — produziram o Funnies on Parade. Como The Funnies, tinha somente oito páginas, essa também foi uma revista de bancas de jornais. Em vez de usar material inédito, no entanto, republicou em cores tiras de jornais licenciadas pela McNaught Syndicate e McClure Syndicate. As tiras incluíam trabalhos populares como Mutt e Jeff do cartunista Al Smith, Joe Palooka de Ham Fisher e Skippy de Percy Crosby. Este periódico, no entanto, não eram vendidos em bancas de jornais/revistas, mas sim como item promocional aos consumidores que enviaram por correios os cupons dos produtos de sabão e higiene da Procter & Gamble. Foram impressas dez mil cópias. A promoção provou ser um sucesso e a Eastern Color produziu naquele ano, periódicos similares para a indústria de bebidas Canada Dry, de sapatos Kinney Shoes, e a de cereais Wheatena e outras, chegando a casa de 100.000 a 250.000 mil exemplares.
Mais tarde, em 1933, Gaines em colaboração com Dell publicou um one-shot ["edição especial"] de 36 páginas, Famous Funnies: A Carnival of Comics,[carece de fontes?] continuado em 1934 pela Famous Funnies, que contou com 218 edições e é considerado a primeira revista em quadrinhos norte-americana verdadeira.